# RIPD 2 : Le Réveil des damnés
Série
RIPD : Brigade fantôme
(2013)
Pour plus de détails, voir Fiche technique et Distribution.
RIPD 2 : Le Réveil des damnés ou RIPD 2 : L'Ascension des damnés au Québec (RIPD 2: Rise of the Damned) est un film américain réalisé par Paul Leyden et sorti en directement en DVD en 2022. Préquelle du film, RIPD : Brigade fantôme (2013), il s'agit toujours d'une adaptation du comics de Peter M. Lenkov (en).
Comme RIPD : Brigade fantôme, le film est un échec critique et commercial, raison pour laquelle ce prequel est sorti longtemps après le premier et directement en DVD.

## Synopsis
L'action prend place dans l'Ouest américain en 1876, le shérif Roy Pulsipher est tué après une fusillade contre un gang de hors-la-loi notoire, les frères Samuels, il se retrouve alors devant le RIPD (Rest in Peace Department), une brigade composée d'anciens policiers et hommes et femmes de loi morts, qui le recrute. Bien qu'il songe à venger son propre meurtre, et à revoir sa fille, il se voit confier la mission d'arrêter un dangereux démon. Il fera équipe avec une autre membre du RIPD, son équipière Jeanne, une mystérieuse épéiste, ils devront alors tenter de sauver le monde avant qu'une porte vers l'enfer s'ouvre dans l'ancienne ville minière de Red Creek, dans l'Utah, menaçant les habitants mais aussi toute l'humanité.

## Fiche technique
- Titre original : RIPD 2: Rise of the Damned
- Titre français : RIPD 2: Rise of the Damned ou RIPD 2 : Le Réveil des damnés
- Titre québécois : RIPD 2 : L'Ascension des damnés
- Réalisation : Paul Leyden
- Scénario : Andrew Klein et Paul Leyden, d'après l'histoire du comic-book de Peter M. Lenkov (en)
- Direction artistique : Norbert Nagy
- Décors : Zsuzsanna Borvendég
- Costumes : Ildikó Andó et Diana Marton
- Photographie : Bruno Degrave
- Montage : Kevin Armstrong
- Musique : J. Peter Robinson
- Casting : Katalin Baranyi, Sophie Holland, Ben Pollack, Faye Timby et Seth Yanklewitz
- Production : Paul Leyden, Ogden Gavanski, Jonathan Halperyn et Daniel Kresmery
  - Production exécutive : Peter M. Lenkov (en), Mike Richardson et Anne-Marie Roberge
- Sociétés de production : Dark Horse Entertainment, Universal 1440 Entertainment et Hero Squared
- Société de distribution : Universal Studios Home Entertainment  (tous médias)
- Budget : n/a
- Pays de production :  États-Unis
- Langue originale : anglais
- Format : couleur - 35 mm - 2,35:1 - son DTS, Dolby Digital
- Genre : science-fiction, comédie policière, action, fantastique, buddy movie, western
- Durée : 92 minutes
- Dates de sortie[3] :
  - États-Unis, Québec : 15 novembre 2022
  - Belgique, France : 1er août 2023
- Classification[4] :
  - États-Unis : accord parental recommandé, film déconseillé aux moins de 13 ans (PG-13 - Parents Strongly Cautioned)[n 1]
  - France : tous publics

Source : Sens Critique

## Distribution
Note : Les acteurs sont présentés selon l'ordre du générique de fin,.
- Jeffrey Donovan (VF : Bertrand Liebert) : Roicephus « Roy » Pulsipher
- Rachel Adedeji (en) : Mimble, avatar de Roy
- Penelope Mitchell : Jane / Jeanne d'Arc
- Evlyne Oyedokun (VF : Amélia Ewu) : Mathilde, avatar de Jeanne
- Jake Choi (en) (VF : Rémi Caillebot) : Slim Samuels
- Richard Brake : Otis Clairborne / Astaroth
- Craige Els : le maire Julius Butterfield
- Stephanie Levi-John : Beverley
- Tilly Keeper : Charlotte Pulsipher
- Richard Fleeshman : Angus Parker
- Nicholas Wittman : Zeke Samuels
- Kevin Harvey : le pasteur Henry
- Nóra Trokán (VF : Elsa Davoine) : Nell
- Matt Silverman : Cooper Crony
- Kerry Knuppe (VF : Garance Thénault) : Hano
- Johnny K. Palmer : Willie
- Zoltán Benkovics : Dickie Samuels (non crédité)
- Liz Borden : Lil (non crédité)
- István Koleszár : Hicks Crony (non crédité)

 Source et légende : version française (VF) sur RS Doublage

## Production

### Développement
Paul Leyden est choisi pour réaliser le film qu'il coécrit également au côté d'Andrew Klein.

### Attribution des rôles
À la suite de l'échec critique du premier film en 2013, les projets de suite ont été écartés. Finalement en 2020, une suite est relancée sous forme de préquelle pour sortir directement en vidéo, centré sur les origines et l'intégration dans la RIPD du personnage de Roicephus « Roy » Pulsipher (interprété dans le précédent volet par Jeff Bridges), le rôle est ici repris par Jeffrey Donovan. Il s'agit du seul personnage du premier film à être présent. Étant donné que cette préquelle se déroule en 1876 dans l'Ouest américain, la plupart des personnages du film précédent ne sont pas encore nés, ce qui explique leur absence dans ce film.
Penelope Mitchell est choisie pour incarner Jeanne, la partenaire de Roy dans ce film.

## Accueil

### Critiques
- Sur Metacritic, RIPD : Brigade fantôme a obtenu le « metascore » de 25⁄45 basé sur 6 critiques et 3,5/10 par 6 utilisateurs[12].
- Sur Rotten Tomatoes, le film a reçu une note moyenne de 3,5⁄10 soit 27 % d'avis, basées sur 100 critiques[13].
- Sur Allociné, il a reçu la note moyenne de 1,6⁄5 basé sur 6 critiques de spectateurs[14].
- Sur IMDb, il détient une note moyenne de 4,6/10 obtenue sur 5 300 avis d'utilisateurs[15].